# Flavobacterium bomense
Flavobacterium bomense ist eine Art von Bakterien. Es handelt sich um eine kälteliebende (psychrophile) Art, gefunden wurde sie 2019 auf einem Gletscher in Tibet.

## Erscheinungsbild
Die Art Flavobacterium bomense ist stäbchenförmig mit einer Größe von 0,32–0,38 × 1,04–2,08 µm. Kolonien in Hefeextrakt-Pepton-Glucose (Englisch PYG, Peptone Yeast Glucose) zeigen nach 9 Tagen eine kreisförmige, konvexe und ganzrandige Form und eine gelbe Farbe. Die Art ist nicht beweglich, sie besitzt keine Flagellen. Sporen werden nicht gebildet.

## Stoffwechsel und Wachstum
Flavobacterium bomense ist aerob, es benötigt Sauerstoff. Der Stoffwechsel ist chemoorganoheterotroph. Alle untersuchten Stämme können d-Glucose, d-Sucrose, d-Maltose, Glykogen und l-Prolin als alleinige Kohlenstoffquelle nutzen.
Stärke wird gespalten (hydrolysiert). Der Voges-Proskauer-Test verläuft negativ, ebenso der Indol-Test. Schwefelwasserstoff wird nicht produziert. Harnstoff wird von der Art nicht gespalten, der Urease-Test verläuft also negativ.
Flavobacterium bomense ist psychrophil (kälteliebend), Wachstum erfolgt bei Temperaturen zwischen 0 und 22 °C, die optimale Temperatur liegt zwischen 10 und 15 °C. Toleriert werden pH-Werte von 6,0 - 9,0. Das Optimum liegt bei pH 7,0. Der Katalase-Test und der Oxidase-Test verläuft positiv. Tolerierte Salzwerte (Natriumchlorid, NaCl) liegen zwischen 0 und 2,5 %. Nitrat wird nicht zu Nitrit reduziert, es wird von dem Bakterium nicht zur Energiegewinnung genutzt. Der Test auf Hydrolyse von Gelatine und Casein verläuft variabel.

## Kältetoleranz
Bei der wissenschaftlichen Beschreibung dieser Art wurde ein spezielles Augenmerk auf die physiologischen Mechanismen der Kältetoleranz (Psychrophilie) gelegt.
Genetische Untersuchungen zeigten, dass Flavobacterium bomense Gene für Proteorhodopsin (PR) besitzt. Proteorhodopsin ist eine lichtabhängige Protonenpumpe von
Bakterien, die Licht zur Produktion von ATP nutzen kann (ähnlich wie bei der Photosynthese). Es kann die Wachstumsrate einiger Arten verbessern, allerdings ist das nicht immer der Fall. Proteorhodopsin kann man als eine physiologische Anpassung von Bakterien an Stressbedingungen betrachten. Die PR-Gene können somit vorteilhaft für das Überleben von Flavobacterium-Bakterien in kalter und nährstoffarmer Umgebung sein.
Als Kälteschutzmittel für Bakterien in marinen oder anderen kalten Umgebungen können Extrazelluläre Polysaccharide (EPSs), also außerhalb der Zelle angelagerte, langkettige Zuckermoleküle, genutzt werden. Alle getesteten Stämme von Flavobacterium bomense enthielten Genkopien von lptA, lptB, lptC, lptF und lptG. Diese Gene sind mit dem Transport von Polysacchariden aus der Membran nach außen verbunden. Dies lässt vermuten, dass Flavobacterium bomense EPSs produzieren und nach außen exportieren kann, um die Zellen gegen niedrige Temperaturen zu schützen.
Eisbindende Proteine (englisch Ice-binding proteins, IBPs) hemmen das Wachstum von Eiskristallen innerhalb und außerhalb der Zellen. Dadurch können Schädigungen durch Temperaturen unter Null Grad verhindert werden. Im Genom von Flavobacterium bomense wurde ein Gen für IBPs gefunden. Gene für IBP wurden auch bei Colwellia sp. SLW05 und Psychroflexux torquis u. a. Arten nachgewiesen.
Sigma-Faktoren (σ-Faktoren) sind bestimmte Proteine, die für die Transkription bestimmter Gene verantwortlich sind. Es gibt mehrere verschiedene Sigma-Faktoren, wobei einige auch die Transkription von bestimmten Genen für Stressreaktionen steuern. Hierzu zählt z. B. Sigma-70 (σ70). Das Sigma-70 Gen (rpoD) erhöht auch die Resistenz gegenüber Kältestress bei psychrophilen Bakterien. In den Stämmen von Flavobacterium bomense wurde rpoD und auch rpoE gefunden. Letzteres ist mit der Reaktion auf Hitze und anderen Stresssituationen der Zellmembran und periplasmatischen Proteine verbunden.
In kalten Umgebungen steigt die Bildung von Sauerstoffradikale, auch als reaktive Sauerstoffspezies (englisch: reactive oxygen species, ROS) bezeichnet. Psychrophile Bakterien produzieren zum Schutz vor den Sauerstoffradikalen bestimmte Proteine. Hierzu sind mehrere Gene bekannt, wovon einige auch bei Flavobacterium bomense gefunden wurden.
Es wurden noch weitere Prozesse der Kälteresistenz bei Flavobacterium bomense untersucht, u. a. wurden Gene für cold-shock-inducible proteins (cspA), ribosome-binding factor A (rbfA), translation initiation factors IF-1 und IF-2 (infA, infB), polynucleotide phosphorylase (pnp) und transcription termination protein A (nusA) isoliert. Das Bakterium besitzt weiterhin die Gene für die Biosynthese von Carotinoiden, Pigmenten, die dem UV-Schutz dienen. Außerdem wurden Gene für die Bildung von Glycogen und Prolin sowie weitere für psychrophile Bakterien typische Gene gefunden.

## Chemotaxonomische Merkmale
Die häufigsten in der Zelle vorkommenden Fettsäuren sind anteiso-C15:0 (anteiso-Pentadecansäure, systematischer Name: 12-Methyltetradecansäure) und iso-C15:0 (iso-Pentadecansäure, 13-Methyltetradecansäure). Die häufigsten Hydroxyfettsäuren sind iso-C15:0-OH, iso C16:0 3-OH und iso C17:0 3-OH. Auch C16:ω7c (Palmitoleinsäure, cis-Hexadec-9-ensäure) und / oder C16:1ω6C und einige andere sind in geringen Mengen in der Zelle vorhanden. Das wichtigste polare Lipid ist Phosphatidylethanolamin. Menachinon 6 (MK-6) ist das einzige Chinon, dies ist für alle Arten von Flavobacterium typisch. Der GC-Gehalt, also der Anteil der Nukleinbasen von Guanin und Cytosin innerhalb DNS beträgt 34,9-35,1 Mol-%.

## Systematik
Die Art Flavobacterium bomense wurde im Jahr 2019 erstbeschrieben. Zuerst wurde sie Flavobacterium bomensis genannt, der Name wurde aufgrund der Bestimmungen der Namensgebungen von Bakterien geändert. Flavobacterium bomense zählt zu der Familie der Flavobacteriaceae, welche wiederum zu der Ordnung der Flavobacteriales gestellt wird. Sie zählt zum Stamm (Phylum) Bacteroidetes.